# Chili aux Jeux olympiques d'hiver de 1948
Cet article contient des informations sur la participation et les résultats du Chili aux Jeux olympiques d'hiver de 1948 à Saint-Moritz en Suisse. Le Chili était représenté par 4 athlètes. Cette participation a été la première du Chili aux Jeux olympiques d'hiver. La délégation chilienne n'a pas récolté de médaille.

## Délégation
Le tableau suivant montre le nombre d'athlètes chiliens dans chaque discipline :
| Sport     | Hommes | Femmes | Total |
| --------- | ------ | ------ | ----- |
| Ski Alpin | 4      | 0      | 4     |
| Total     | 4      | 0      | 4     |

## Résultats

### Ski Alpin

#### Hommes
| Athlète           | Discipline | Manche 1     | Manche 1 | Manche 2     | Manche 2 | Total        | Total |
| Athlète           | Discipline | Temps        | Place    | Temps        | Place    | Temps        | Place |
| ----------------- | ---------- | ------------ | -------- | ------------ | -------- | ------------ | ----- |
| Gonzalo Domínguez | Descente   | NC           | NC       | NC           | NC       | 4 min 8 s 3  | 83e   |
| Jaime Errázuriz   | Descente   | NC           | NC       | NC           | NC       | 3 min 56 s 4 | 78e   |
| Arturo Hammersley | Descente   | NC           | NC       | NC           | NC       | 3 min 54 s 1 | 74e   |
| Hernán Oelckers   | Descente   | NC           | NC       | NC           | NC       | 3 min 40 s 2 | 59e   |
| Jaime Errázuriz   | Slalom     | DNF          | DNF      | DNF          | DNF      | DNF          | DNF   |
| Arturo Hammersley | Slalom     | 1 min 49 s 2 | 54e      | 1 min 26 s 9 | 52e      | 3 min 16 s 1 | 54e   |
| Hernán Oelckers   | Slalom     | 1 min 44 s 2 | 52e      | 1 min 24 s 8 | 50e      | 3 min 9 s 0  | 52e   |

##### Combiné homme
| Athlète           | Slalom              | Slalom               | Slalom | Total (descente + slalom) | Total (descente + slalom) |     |
| Athlète           | Manche 1            | Manche 2             | Place  | Points                    | Place                     |     |
| ----------------- | ------------------- | -------------------- | ------ | ------------------------- | ------------------------- | --- |
| Gonzalo Domínguez | DNF                 | DNF                  | DNF    | DNF                       | DNF                       | DNF |
| Arturo Hammersley | 2 min 2 s 5 (+ 5 s) | 1 min 35 s 5 (+ 5 s) | 63e    | 69,32                     | 57e                       |     |
| Jaime Errázuriz   | 1 min 41 s 1        | 1 min 34 s 6         | 57e    | 60,91                     | 52e                       |     |
| Hernán Oelckers   | 1 min 33 s 6        | 1 min 21 s 6         | 39e    | 42,83                     | 38e                       |     |